# 厳修

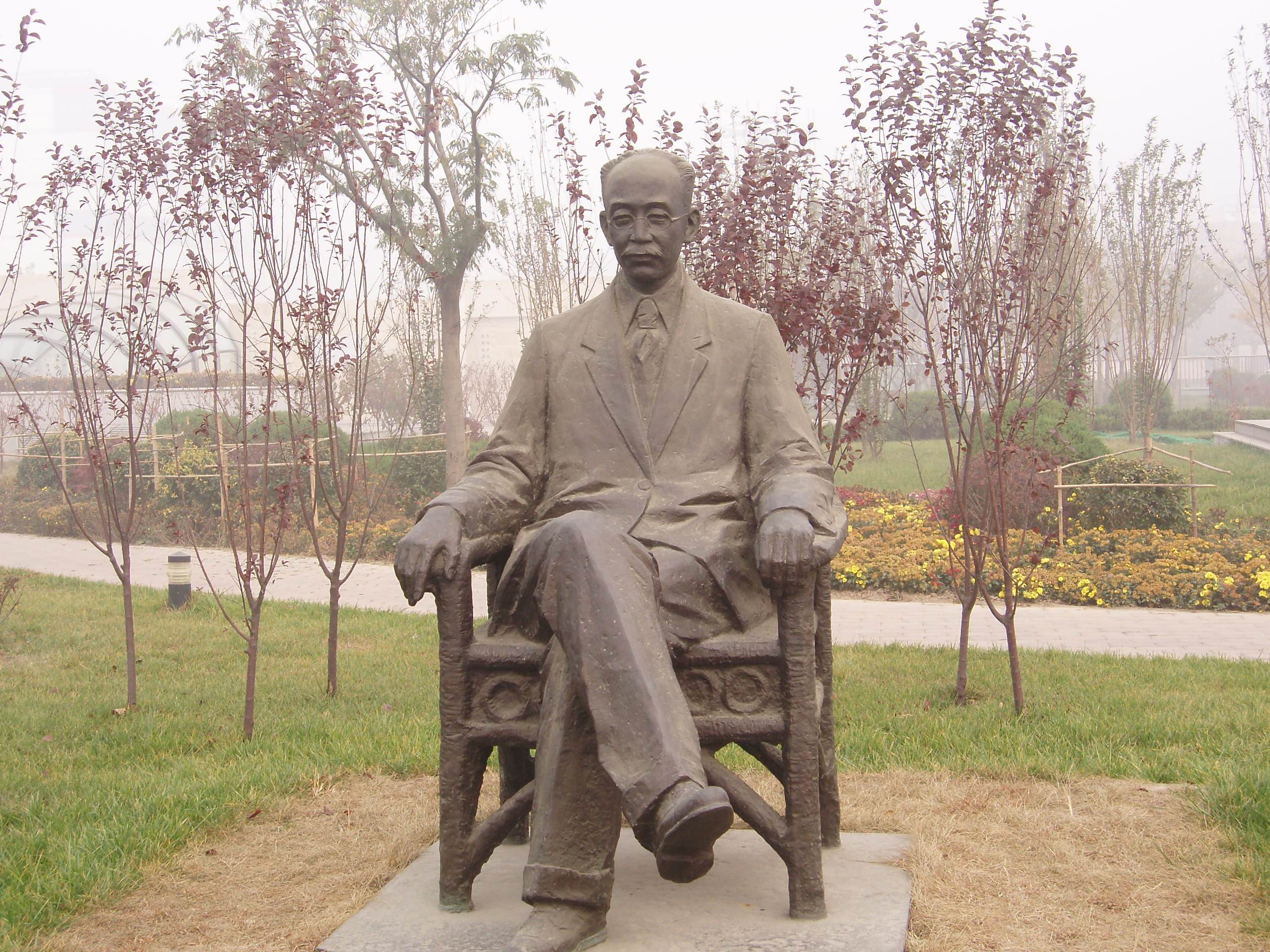
厳修

厳 修（げん しゅう）は、清末民初の教育家。字は範孫、号は夢扶または偍屚生。直隷省順天府三河県の出身。本貫は浙江省寧波府慈谿県。

## 事跡
天津の塩商の家庭に生まれる。親族に実業家の厳信厚がいる。進士となり、翰林院編修・学部侍郎・貴州学政を歴任した。貴州では教育に資金を投じ、朝廷に奏上して科挙の廃止と経済特科の開設を提案した。
戊戌の変法が失敗した後、辞職して故郷に戻った。しかし中国には変法維新が必要と確信して、天津で教育事業を始めた。まず家塾である厳氏家塾を拡張し、張伯苓を招聘した。張伯苓は何度も外国の学校を視察し、厳修と張伯苓は厳氏家塾をもとに南開中学、ついで南開大学を創設した。また女子教育も重視し、厳氏女塾を創設した。これは後に厳氏女学、厳氏女子中学と改められ、1923年には南開女子中学となった。
1903年、日本の教育を視察する。帰国後、直隷学校司に任命され、1年の任期中に各府県に学堂を設立することと師範学校を設立することを要求し、天津模範小学、天河師範学堂、北洋師範学堂、女子師範学堂などを創建した。
南開学校では厳範孫奨学金を設置し、周恩来も奨学金を受けて日本に留学した。

## 著作
- 『聴月楼詩鈔』
- 『厳修詩集』
- 『蟫香館使黔日記』
- 『厳修東遊日記』